# Dorstenia nummularia
Dorstenia nummularia là một loài thực vật có hoa trong họ Moraceae. Loài này được Urb. & Ekman mô tả khoa học đầu tiên năm 1929.